# Idlib
Idlib er en provins og by i det nordvestlige Syrien.
Idlib er hovedbyen i provinsen og den ligger 50–60 kilometer sydvest for storbyen Aleppo.

## Historie
Idlib  er i efteråret 2018 den sidste oprørskontrollerede provins i  den syriske borgerkrig, men i september skrev medier at Slaget om Idlib er begyndt. Med de mange interne flygtninge bor der tre millioner mennesker i Idlib, herunder omkring en million børn.

## Kultur
Provinsen har mange "tell" — menneskeskabte høje — hvor den mest kendte er Tell Mardikh der er identificeret som den gamle by Ebla.
Foruden Ebla er andre ruiner i området de forladte byer Al Bara and Serjilla og kirken ved Qalb Lozeh.